# Siano

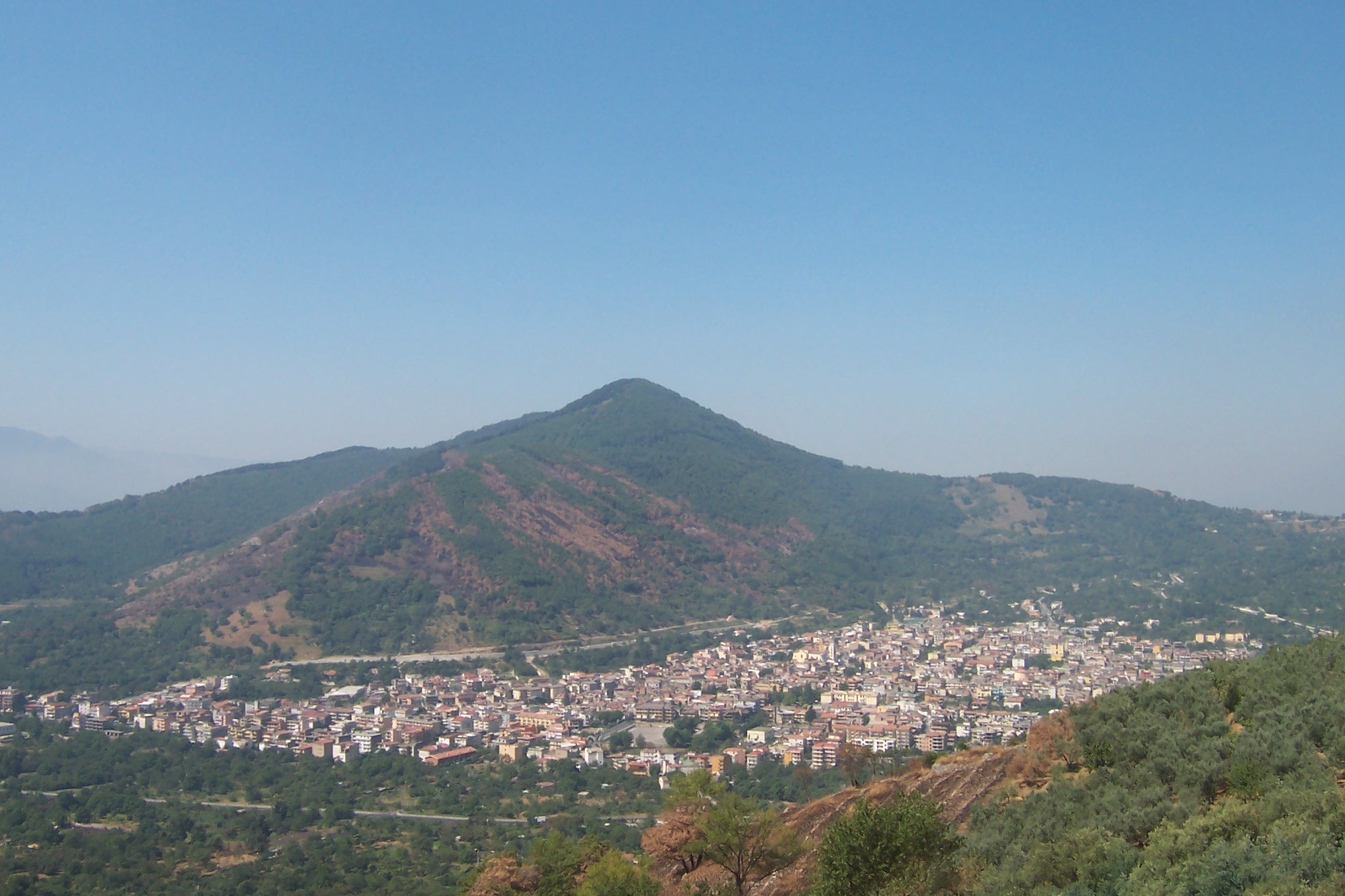
Siano

Siano ist eine italienische Gemeinde mit 9382 Einwohnern (Stand 31. Dezember 2023) in der Provinz Salerno in der Region Kampanien. Sie ist Teil der Bergkommune Comunità Montana Irno – Solofrana.

## Geografie
Die Nachbargemeinden sind Bracigliano, Castel San Giorgio, Mercato San Severino und Sarno.